# Râul Silvestru, Horăița
Râul Silvestru este un curs de apă, afluent al râului Horăița. 

## Hărți
- Parcul Vânători-Neamț